# Жемчужина Криму
Жемчу́жина Кри́му (Перлина Криму, крим. Jemçujına Krımu) — село в Феодосійському районі Автономної Республіки Крим (Україна). Розташоване на півдні району.

## Населення

### Мова
Розподіл населення за рідною мовою за даними перепису 2001 року:
| Мова              | Кількість | Відсоток |
| ----------------- | --------- | -------- |
| російська         | 199       | 64.19%   |
| кримськотатарська | 77        | 24.84%   |
| українська        | 32        | 10.33%   |
| білоруська        | 1         | 0.32%    |
| інші/не вказали   | 1         | 0.32%    |
| Усього            | 310       | 100%     |